# Limbangan (Watumalang)
Limbangan is een bestuurslaag in het regentschap Wonosobo van de provincie Midden-Java, Indonesië. Limbangan telt 2380 inwoners (volkstelling 2010).